# Paracontias holomelas
Paracontias holomelas är en ödleart som beskrevs av  Günther 1877. Paracontias holomelas ingår i släktet Paracontias och familjen skinkar. IUCN kategoriserar arten globalt som livskraftig.
Paracontias holomelas saknar extremiteter och öronöppningar.
Artens utbredningsområde är östra Madagaskar. Inga underarter finns listade i Catalogue of Life.